# João Moojen
João Moojen de Oliveira (* 1. Dezember 1904 in Leopoldina, Minas Gerais; † 31. März 1985 in Rio de Janeiro), allgemein João Moojen genannt, war ein brasilianischer Zoologe. Er galt als Experte für die Systematik von Nagetieren und Primaten, veröffentlichte aber auch ornithologische Studien.

## Leben
Nach dem Sekundarschulabschluss am Colégio Pedro II in Rio de Janeiro im Jahr 1921 absolvierte Moojen von 1922 bis 1925 ein Studium an der pharmazeutischen Fakultät der Universidade do Rio de Janeiro. Von 1925 bis 1932 war er als Pharmazeut und Lehrer in Além Paraíba, Minais Gerais tätig, wo er am Gymnasium die Disziplinen Naturgeschichte, Naturwissenschaften, Physik, Chemie, Französisch, Englisch, Geometrie und Geschichte Brasiliens unterrichtete. Von August 1933 bis Dezember 1937 war er Leiter der Biologieabteilung der Escola Superior de Agricultura e Veterinária do Estado de Minas Gerais in Viçosa, wo er Allgemeine Biologie und Zoologie sowie gelegentlich Parasitologie und Entomologie lehrte.
Im Januar 1939 wurde Moojen Mitarbeiter am Museu Nacional da Universidade Federal do Rio de Janeiro. Im selben Jahr war er auch ordentlicher Professor am Lehrstuhl für Allgemeine Zoologie und Biologie der wissenschaftlichen Fakultät der Universidade Federal do Rio de Janeiro sowie ab 1940 Professor an der Abteilung für Nagetierforschung und Schädlingsbekämpfung des Gesundheitsministeriums. Im selben Jahr wurde er zum Mitglied des Conselho Nacional de Caça e Pesca (Nationaler Jagd- und Fischereirat) ernannt und 1941 wurde er Mitglied der Abbink-Mission, die mit dem Studium der Fischerei in Brasilien beauftragt war.
1943 wurde er Naturforscher an der Abteilung für Wirbeltier- und Wirbellosenzoologie am Museu Nacional da Universidade Federal do Rio de Janeiro. Von Juni 1941 bis März 1945 sowie im Mai 1948 war er Leiter der Zoologischen Abteilung. Von 1943 bis 1945 war er Zoologe bei der Rockefeller-Stiftung.
1945 erhielt er ein Guggenheim-Stipendium, mit dem er an der University of Kansas studierte. 1948 wurde er mit der Dissertation Speciation in the Brazilian Spiny Rats genus Proechimys, family Echimyidae unter der Leitung von Eugene Raymond Hall zum Ph.D. promoviert.
1948 war er Gastprofessor für südamerikanische Mammalogie an der University of Kansas.
1950 promovierte er an der Philosophischen Fakultät der Universidade Federal do Rio de Janeiro in Naturgeschichte. Von 1950 bis 1952 war er Zoologe am Zoologischen Garten Rio de Janeiro.
Von 1959 bis 1962 wurde er von der Bundesregierung mit der Organisation des Parque Zoobotânico in Brasília beauftragt. Von 1959 bis 1961 war er auch Direktor der Naturschutzbehörde von Brasília. 1961 und 1962 war er Generalbevollmächtigter für Landwirtschaft des Distrito Federal do Brasil.
1969 trat Moojen in den Ruhestand. 1978 war er Gastprofessor für Mammalogie an der Universidade de Brasília und 1979 bis 1985 Gastprofessor an der Universidade Federal do Rio de Janeiro. Ferner war er Berater für verschiedene Tiernahrungsunternehmen.
Moojen war mit Emília Costa Cruz Figueira verheiratet und hatte vier Töchter.
1952 gehörte Moojen gemeinsam mit Roland Sigurd Blinstrup zu den Zuchtpionieren der Weimaraner-Hunderasse in Brasilien.

## Forschungsarbeit
Im September 1935 erschien Moojens erster Artikel O pardal e o problema do povoamento ornitológico das cidades im Journal Minas Geraes. Orgão Official dos Poderes do Estado, im November 1935 sein zweiter mit dem Titel Aves e pragas domesticas in der Zeitschrift Folha Rural. In der Ausgabe der Zeitschrift O Campo vom Februar 1937 beschrieb Moojen seine Beobachtungen von Pflanzen, Säugetieren, Vögeln und Fischen an den Ufern des Rio Matipó, einem Nebenfluss des Rio Doce. In der Ausgabe der O Campo vom April 1938 studierte er den wirtschaftlichen Wert des Seidenkuhstärlings (Molothrus bonariensis). Er untersuchte den Mageninhalt von 150 Exemplaren und kam zu dem Ergebnis, dass nur 2 Prozent Reste von Insekten, hauptsächlich Käfer, enthielten. Zum Zeitpunkt der Reisreife enthielt der Magen 100 Prozent dieses Grases. Ferner untersuchte er Nester der Morgenammer (Zonotrichia capensis) und fand heraus, dass sie zu 75 Prozent Eier des Seidenkuhstärlings enthielten. Daher schlug er vor, diesen Brutschmarotzer durch die Zerstörung seiner Eier zu bekämpfen.
1942 veröffentlichte Moojen im Boletim do Museu Nacional die Studie Ecogenização e domesticidade, in der er das Problem der Tierdomestizierung durch direkte Beobachtung in der Natur und in der Gefangenschaft beschreibt. Laut Moojen weisen die Tiere zwei Arten der Anpassung auf: die erste hat einen instinktiven und spezifischen Charakter, bei dem das Tier in engen Kontakt mit der Umwelt kommt und dort die notwendigen Lebensbedingungen findet; die zweite hat einen individuellen Charakter, bei dem das Tier an neue Umweltbedingungen angepasst wird, die nicht notwendig sind, jedoch die lebenswichtigen Erscheinungsformen des Individuums beeinträchtigen.
1943 veröffentlichte er im Auftrag des brasilianischen Bildungsministeriums die Monographie As espécies brasileiras dos gêneros Echimys, Phyllomys e Cercomys (Echimyidae, Rodentia).
1950 wirkte Moojen an der Chambers’s Encyclopaedia mit, einer populären englischsprachigen Enzyklopädie, zu der er Einträge über südamerikanische Säugetiere beisteuerte. 1952 erschien sein bekanntestes Buch Os Roedores do Brasil, ein Standardwerk über die Nagetiere Brasiliens.
Zwischen den 1930er und 1950er Jahren nahm Moojen an zahlreichen Expeditionen teil, auf denen er 82.000 Säugetierproben für das Museu Nacional da Universidade Federal do Rio de Janeiro sammelte. 1943 beschrieb er Agricolas Schlankbeutelratte (Cryptonanus agricolai) und die Unterart Sciurus aestuans poaiae des Guyana-Hörnchens, 1948 die Unterarten Trinomys gratiosus gratiosus und Trinomys gratiosus bonafidei der Zierlichen Atlantikstachelratte sowie die Lanzen-Atlantikstachelratte (Trinomys paratus), 1950 die Kerr-Küstenbaumratte (Phyllomys kerri), 1958 die Unterart Sciurus ignitus cabrerai des Bolivianischen Eichhörnchens und 1965 die Gattung der Maulwurfsmäuse (Juscelinomys) mit der Candango-Maulwurfsmaus (Juscelinomys candango) als Typusart. 1997, zwölf Jahre nach Moojens Tod, wurde das Klettermeerschweinchen (Kerodon acrobata) offiziell erstbeschrieben, das bereits 1982 von Moojen benannt aber nicht beschrieben wurde.

## Mitgliedschaften
Moojen war Mitglied der wissenschaftlichen Vereinigungen Sigma Xi und Phi Sigma, der American Society of Mammalogists und des Cooper Ornithological Club.

## Dedikationsnamen und Ehrungen
1944 beschrieb Otto Schubart die Gattung Moojenodesmus aus der Doppelfüßerfamilie Vanhoeffeniidae. 1945 beschrieb Cândido Firmino de Mello-Leitão die Skorpionart Bothriurus moojeni aus der Familie Bothriuridae. Paulo de Miranda-Ribeiro benannte 1956 die Gattung Moojenichthys aus der Familie der Echten Salmler (Characidae) nach Moojen. 1966 ehrte Alphonse Richard Hoge Moojen im Artepitheton der Brasilianischen Lanzenotter (Bothrops moojeni). 1992 wurde die Moojen-Atlantikstachelratte (Trinomys moojeni) und 2005 die Moojen-Zwergreisratte (Oligoryzomys moojeni) zu Ehren von Moojen benannt.
1993 gründete die Universidade Federal de Viçosa das Museu de Zoologia João Moojen.